# Kavşakkaya-Talsperre
Die Kavşakkaya-Talsperre (türkisch Kavşakkaya Barajı) befindet sich in der Stadtgemeinde Çubuk, 50 km nördlich der türkischen Hauptstadt Ankara in der gleichnamigen Provinz.
Die Kavşakkaya-Talsperre wurde in den Jahren 2005–2007 zur Trinkwasserversorgung vom Ballungsraum Ankara am Ova Çayı, einem rechten Nebenfluss des Ankara Çayı, errichtet. 
Das Absperrbauwerk ist ein 70,5 m hoher Steinschüttdamm mit Lehmkern.  
Das Dammvolumen beträgt 4,7 Mio. m³.  
Der Stausee bedeckt eine Fläche von 3 km². 
Das Speichervolumen liegt bei 64 Mio. m³.
Die Kavşakkaya-Talsperre liefert im Jahr 58 Mio. m³ Trinkwasser.